# Depresión térmica
Las depresiones térmicas son áreas de baja presión no asociadas a un frente que aparecen durante la estación templada sobre los continentes, en regiones subropicales, como cerca del desierto de Sonora, en la Mesa del Centro de México, en el Sáhara, sobre el noroeste de Argentina, en Australia, en la península Ibérica y en la meseta tibetana. Estas depresiones se generan como resultado del intenso calor comparado con el entorno que las rodea. En tierra firme, debido a la radiación solar, tiene lugar un rápido e intenso calentamiento de las capas inferiores de la atmósfera, cuyo aire se hace menos denso que el aire frío circundante. Este fenómeno, combinado con el ascenso del aire caliente, da lugar a la formación de una zona de baja presión. Las áreas elevadas pueden acentuar la fuerza de una depresión térmica, ya que se calientan más rápidamente que la atmósfera circundante a la misma altitud. Sobre el agua, las depresiones térmicas se forman en invierno, ya que el aire que se encuentra sobre la superficie acuática es más frío que el agua, la cual mantiene una temperatura más templada. Estas depresiones suelen tener circulaciones débiles y pueden extenderse hasta alturas de 3100 metros. En las regiones occidentales y meridionales de Norteamérica, el norte de África y el sureste de Asia son lo suficientemente intensas como para provocar condiciones de monzón veraniego. Asimismo, su desarrollo tierra adentro favorece la formación de brisas marinas, y, cuando estas brisas interactúan con una topografía accidentada cerca de la costa, pueden contribuir a la mala calidad del aire.